# Cully, Vaud
Cully är en ort i kommunen Bourg-en-Lavaux i kantonen Vaud i Schweiz. Den är kommunens huvudort och ligger vid Genèvesjön, cirka 8,5 kilometer sydost om Lausanne. Orten har cirka 1 640 invånare (2020).
Orten var före den 1 juli 2011 en egen kommun, men slogs då samman med kommunerna Epesses, Grandvaux, Riex och Villette till den nya kommunen Bourg-en-Lavaux.